# لاسه گونتر
لاسه گونتر (انگلیسی: Lasse Günther؛ زادهٔ ۲۱ مارس ۲۰۰۳) بازیکن فوتبال اهل آلمان است.
وی همچنین در تیم‌های ملی فوتبال Germany national under-16 football team، جوانان آلمان، و جوانان آلمان بازی کرده‌است.